# ريوما وايزمن
ريوما وايزمن (العبرية: ראומה ויצמן) (18 أغسطس 1925 - 15 أبريل 2025)، هي زوجة عيزر وايزمن سابع رئيس لدولة إسرائيل، والذي خدم في هذا المنصب من 13 مايو 1993 إلى 13 يوليو 2000.

## حياتها
وُلدت ريوما وايزمن في لندن المملكة المتحدة، في 18 أغسطس 1925. والداها تسفي مولود في نوفوسيليتسيا، وأمها راشيل مولودة في كيشينيف (ابنة دوف كليمكر)، هاجرا في موجة الهجرة الثانية المعروفة باسم عالية الثانية، وكانا من مؤسسي حزب مباي وكلية الحقوق في الجامعة العبرية في القدس. وكانت أخت ريوما الكبرى هي روث، التي تزوجت لاحقًا من موشيه ديان.
سافر تسفي وراشيل مع روث البالغة من العمر عامين إلى إنجلترا لدراسات القانون في تسفي. بعد عام من ولادة ريوما، عادت الأسرة إلى فلسطين تحت الانتداب البريطاني، واستقرت في القدس في حي رحافيا. وفي سن التاسعة، انتقلت ريوما إلى كيبوتس مشمار هعيمق. حيث قرر والداها، اللذان كانا منشغلين بمعيشة الأسرة وأنشطتها العامة، أن تعليم الكيبوتس سيعود بالفائدة على ابنتهما.
بعد مغادرتها مشمار هعيمق، خضعت ريوما لتدريب زراعي في كيبوتس نير دافيد وأكملت دورة تعليمية في كلية كيبوتسات في تل أبيب.
وعندما كانت تبحث عن وظيفة، ذهبت ريوما إلى منزل للأطفال في إحدى ضواحي هامبورغ التي كانت تابعة للوكالة اليهودية والصليب الأحمر، حيث عملت لمدة عامين تقريبًا مع أطفال كانوا من لاجئي الحرب العالمية الثانية.
وبعد حرب فلسطين 1947-1949، عادت ريوما إلى إسرائيل وعملت في الفيلق النسائي ككاتبة في المكتب الصحفي الحكومي. 
التقت ريوما عيزر وايزمن في عام 1949 عندما توقف هو ومردخاي هود من أجلها في رحلة في الطريق إلى حفل تأبين لمودي ألون. تزوجا عام 1950 في باحة منزل شقيقتها وزوجها روث وموشيه ديان. وكان موشيه ديان آنذاك قائداً للقدس، وكان منزل العائلة يقع في «فيلا ليا» في حي رحافيا في القدس. وعقد قرانهما الحاخام الأكبر يتسحاق هاليفي هرتسوغ.
في عام 1951، تم قبول عيزر فياتسمان للدراسة في سلاح الجو البريطاني وانتقل الزوجان إلى إنجلترا، حيث ولد ابنهما الأكبر شاؤول. وولدت ابنتهما ميشال بعد أربع سنوات. أصيب شاؤول بجروح بالغة في جبهة القناة خلال حرب الاستنزاف عندما أطلق قناص مصري النار عليه في رأسه.
وفي عام 1991 قتل شاؤول مع زوجته في حادث سيارة ودفن كلاهما في المقبرة في أور عقيفا. واشترى عيزر وايزمن وزوجته ريوما قطعة أرض قريبة، حيث قررا أن يدفنا فيها بعد موتهما.
وفي مارس 1991، رفعت امرأة دعوى قضائية ضد الزوجين وايزمن وممتلكات ابنهما شاؤول، بدعوى أن شاؤول هو والد ابنها. وأثبت اختبار الأنسجة الذي خضع له الزوجان وايزمن أن الصبي هو بالفعل ابن شاؤول.
وقبل وصولها إلى المقر الرئاسي في إسرائيل، عملت ريوما بشكل مكثف في خدمة ورعاية الأطفال ذوي الإعاقات الذهنية في مختلف المنظمات الاجتماعية. وخلال فترة حكم زوجها، فتحت منزل الرئيس أمام المنظمات غير الربحية التي تنظم مخيمات للأطفال المصابين بالسرطان.
وخلال فترة استيعاب موجات الهجرة الكبيرة، قامت بجولة في مواقع مخيمات الاستيعاب في جميع أنحاء إسرائيل واهتمت برفاهية المهاجرين، وخاصة من إثيوبيا.
عملت وايزمن على فتح بيت الرئيس لإقامة معارض فنية للعديد من الفنانين الإسرائيليين، وقد أهدى الرئيس، بتشجيع زوجته، العديد من أعمالهم للضيوف رفيعي المستوى من خارج إسرائيل.
كما افتتحت المعارض للجمهور من أجل تقريب الفن الإسرائيلي إلى الناس. وأنشأت وايزمن «جائزة العمل الصالح» التي تهدف إلى «الثناء على الأعمال الصالحة للمواطنين، والتي تم القيام بها لصالح الجميع، مجانًا، في إطار تطوعي، مما يشكل نموذجًا ونموذجًا لنا جميعًا».